# 75 років Харківському національному аерокосмічному університету ім. М. Є. Жуковського (монета)
«75 ро́ків Ха́рківському націона́льному аерокосмі́чному університе́ту ім. М. Є. Жуко́вського» — ювілейна монета номіналом 2 гривні, випущена Національним банком України, присвячена 75-річчю Харківського національного аерокосмічного університету ім. М. Є. Жуковського, історія якого безпосередньо пов'язана з розвитком авіаційної промисловості і науки. Це єдиний вищий навчальний заклад, на базі власного конструкторського бюро якого розроблялися літаки під керівництвом професора І.Неймана, які серійно випускалися на авіазаводах та експлуатувалися на пасажирських лініях.
Монету введено в обіг 26 травня 2005 року. Вона належить до серії «Вищі навчальні заклади України».

## Опис монети та характеристики
| Номінал грн. | Метал      | Маса, г | Діаметр, мм | Якість виготовлення       | Гурт     | Тираж, штук |
| ------------ | ---------- | ------- | ----------- | ------------------------- | -------- | ----------- |
| 2            | нейзильбер | 12,8    | 31,0        | спеціальний анциркулейтед | рифлений | 30 000      |

### Аверс
На аверсі монети на тлі розгорнутої книги зображено будівлю університету, над якою розміщено малий Державний Герб України, напис півколом «УКРАЇНА»; унизу — рік карбування монети «2005» (ліворуч), посередині у два рядки — «2 ГРИВНІ» та логотип Монетного двору Національного банку України.

### Реверс
На реверсі монети розміщено композицію, що містить зображення монітора з клавіатурою, літака, книги тощо, над якою розміщено напис «75 років», по колу монети — «НАЦІОНАЛЬНИЙ АЕРОКОСМІЧНИЙ УНІВЕРСИТЕТ ІМ. М. Є. ЖУКОВСЬКОГО „ХАІ“».

## Автори

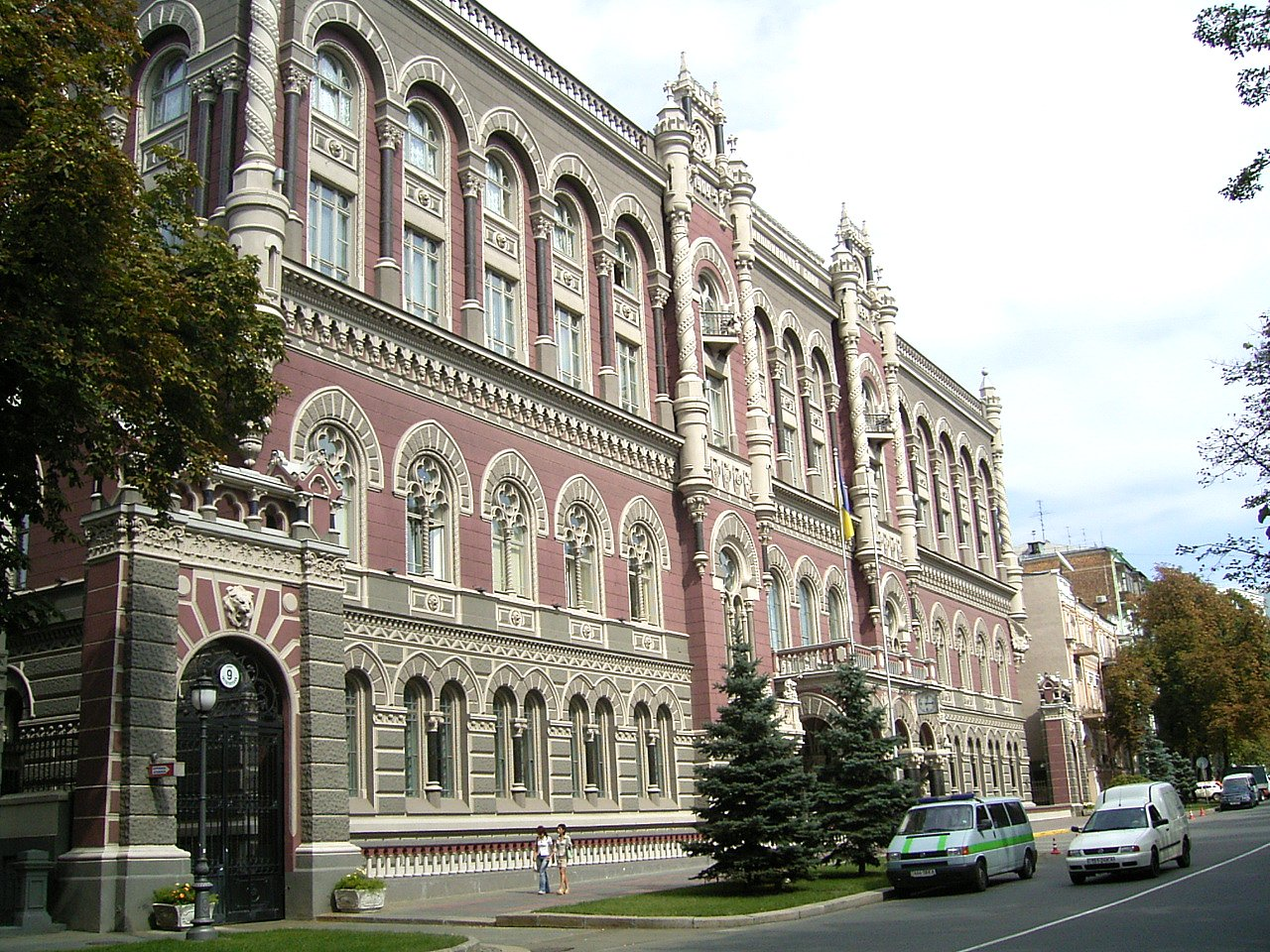
Будівля Національного банку України

- Художник — Дем'яненко Володимир.
- Скульптор — Дем'яненко Володимир.

## Вартість монети
Ціна монети — 20 гривень, була вказана на сайті Національного банку України в 2014 році.
Фактична приблизна вартість монети з роками змінювалася так:
| Рік        | 2010 | 2011 | 2012 | 2013 | 2014 | 2015 | 2016 | 2017 | 2018 | 2019 | 2020 | 2021 | 2022 | 2023 | 2024 | 2025 |
| ---------- | ---- | ---- | ---- | ---- | ---- | ---- | ---- | ---- | ---- | ---- | ---- | ---- | ---- | ---- | ---- | ---- |
| Ціна, грн. | 35   | 50   | 50   | 40   | 50   | 70   | 95   | 110  | 125  | 120  | 160  | 160  | 180  | 330  | 380  | 400  |